# Anagyrus beneficians
Anagyrus beneficians is een vliesvleugelig insect uit de familie Encyrtidae. De wetenschappelijke naam is voor het eerst geldig gepubliceerd in 1943 door Compere.